# غوفر شيري
غوفر شيري (الاسم العلمي:Orthogeomys cherriei) هو نوع من الحيوانات يتبع جنس غوفر مستقيم من فصيلة الغوفرية.